# 埃塞克斯角

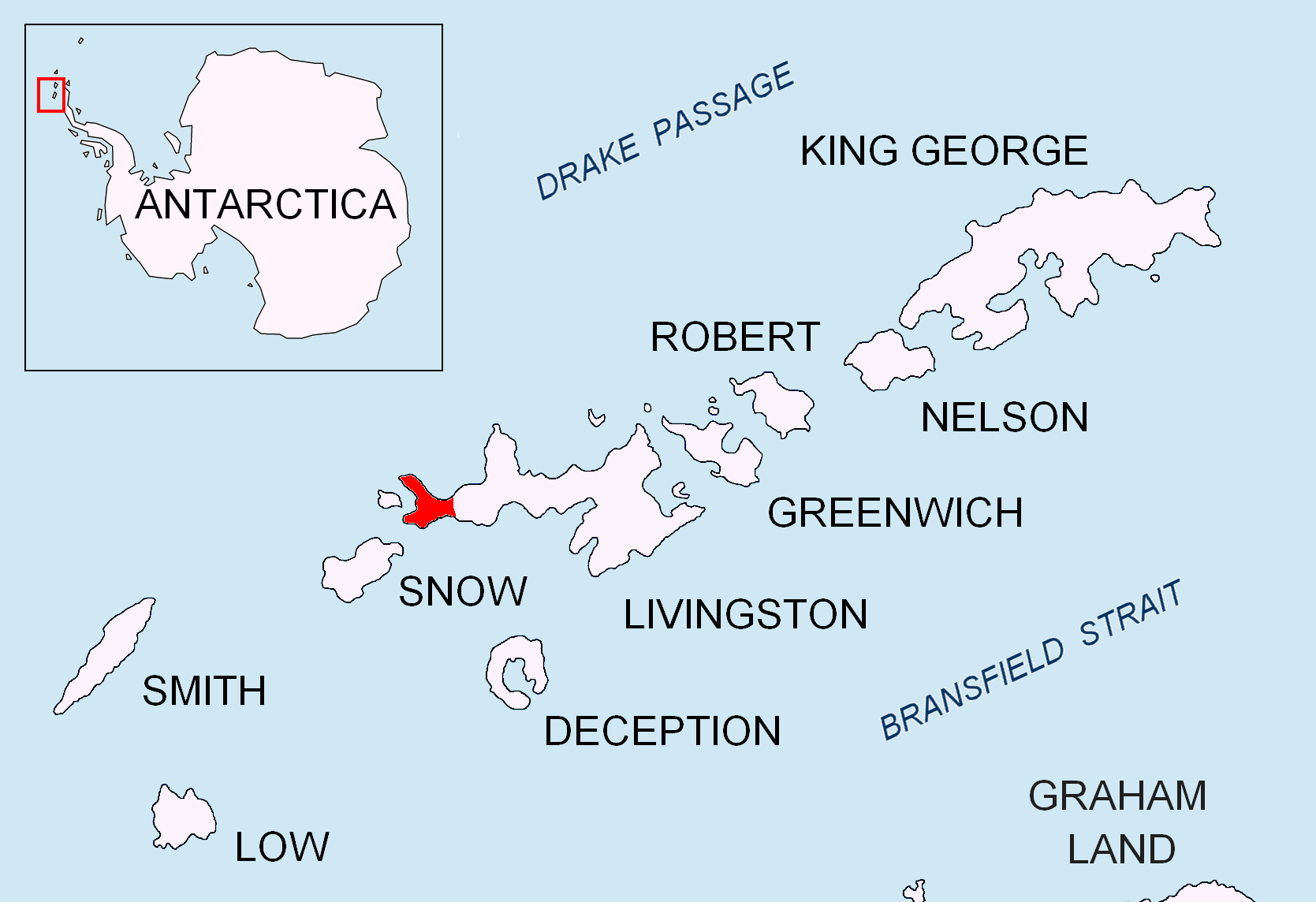

埃塞克斯角（英語：Essex Point）是南極洲的海岬，位於南設得蘭群島的利文斯頓島，是拜爾斯半島的西北端，處於開始角東北面2.18公里、希里夫角西南面24.16公里。

## 外部連結
- SCAR Composite Antarctic Gazetteer（页面存档备份，存于）.

62°34′33.9″S 61°11′02″W / 62.576083°S 61.18389°W